# Manaate
Manaate é um nome mencionado na bíblia que pode se referir a:
1. Um lugar para o qual certas vítimas benjamitas, aparentemente de ciúmes intra-tribais, foram levadas cativas [2]. Desta cidade os manaatitas provavelmente eram nativos. É possivelmente indicado por Manocho, que Septuaginta acrescenta à lista de cidades em Judá.[3] Este lugar é nomeado junto com Bether (Bittir). O nome parece ser preservado no de Malicha, uma grande aldeia não muito longe de Bittir, a sudoeste de Jerusalém. A mudança de "l" para "n", e vice-versa, não é incomum. O mesmo local pode ser destinado pelo Menuhah,[4] onde as versões bíblicas geralmente lêem como "com facilidade" ou "em seu lugar de descanso".
2. Um dos filhos de Sobal, filho de Seir, o horeu,[5] [6] o "nome do pai" de uma das antigas tribos no Monte Seir, depois subjugadas e incorporadas em Edom.